# Dom Wycieczkowy PTTK „Harcówka”
Dom Turysty PTTK „Harcówka” położony jest w Wałbrzychu, w Parku im. Jana III Sobieskiego. Budynek wzniesiony został w 1908 roku. 
Od 2019 r. obiekt dzierżawi Mountain Spirit sp. z o.o.
W grudniu 2021 r., po gruntownym remoncie, została otworzona część restauracyjna. W menu znajdują się dania kuchni śląskiej i polskiej.
Część noclegowa jest niedostępna, ze względu na konieczność przeprowadzenia gruntownego remontu.

## Historia
- 1908 – powstanie schroniska
- 1911 – wybudowano tam restaurację z pokojami gościnnymi (Schillerbaude)
- 1947 – Schronisko przekazano Związkowi Harcerstwa Polskiego stąd wzięła się nazwa Harcówka.
- 1957 – utworzono Zarząd Zakładu Eksploatacji Obiektów Turystycznych PTTK Szczawno-Zdrój
- 1962 – Schronisko przeszło pod zarząd PTTK Wałbrzych.
- 1995 – w Harcówce zaczęła nadawać wałbrzyska rozgłośnia radiowa.
- 1995–1997 – rozgłośnię nazwano Radio Harcówka.
- 2017 – schronisko zostało uznane za najgorsze schronisko turystyczne w rankingu magazynu „N.p.m.”[1].
- 2019 - umowę dzierżawy schroniska podpisuje spółka z o.o. Mountain Spirit
- 2020 - uruchomiony został dolny taras
- 2021 - przeprowadzono remont, pozwalający na uruchomienie części restauracyjnej w budynku[2]

### Szlaki turystyczne
- Wałbrzych (przystanek kolejowy Wałbrzych Centrum) – Karpacz[3]
- Boguszów-Gorce (Kuźnice Świdnickie) – Chełmiec[3]
- Dom Wycieczkowy PTTK „Harcówka” – Ptasia Kopa[3]